# Richarde Mzyk
Richarde Mzyk SSpS (* 3. April 1910 als Margarete Mzyk in Königshütte, Oberschlesien; † 15. März 1945 in Santo Tomas (Batangas), Philippinen) war eine deutsche Steyler Missionsschwester und Märtyrin.

## Leben
Margarete Mzyk, Kind eines Schlossermeisters, trat am 1. Dezember 1927 im Alter von 17 Jahren in Steyl in das Mutterhaus der Steyler Missionsschwestern ein und begann am 8. Dezember 1931 das Noviziat unter dem Ordensnamen Richarde (nach Richard). Am 8. Dezember 1933 legte sie ihre Zeitlichen Gelübde ab. Sie reiste 1934 vom 27. Juli bis zum 2. September in die Philippinen-Mission, legte dort am 8. Mai 1939 ihre Ewigen Gelübde ab und wirkte als Lehrerin. Sie lernte so gut Japanisch, dass sie darin unterrichten durfte. Im Zuge der Rückeroberung der von den Japanern besetzten Philippinen wurde sie am 15. März 1945 südlich Manila in Santo Tomas, wohin man sich schutzsuchend zurückgezogen hatte, zusammen mit 14 Mitschwestern Opfer eines amerikanischen Bombenangriffs.

## Gedenken
Die Römisch-katholische Kirche in Deutschland hat Schwester Richarde Mzyk als Märtyrin in das deutsche Martyrologium des 20. Jahrhunderts aufgenommen.